# Gunther Spath
Gunther Spath (* 23. April 1951 in Villach) ist ein Offizier des Österreichischen Bundesheeres im Range eines Brigadiers. Er war bis 1. August 2012 Militärkommandant von Kärnten.

## Leben
Gunther Spath wurde am 23. April 1951 in Villach geboren und besuchte die Grundschule in seiner Heimatstadt. Nach seiner Matura am Villacher Bundesrealgymnasium im Jahre 1969 diente er als Einjährig-Freiwilliger im Österreichischen Bundesheer. Von 1970 bis 1973 absolvierte er die Offiziersausbildung an der Theresianischen Militärakademie in Wiener Neustadt, wo er zum Leutnant ausgemustert wurde. Danach war er als Zugskommandant, Adjutant und Kompaniekommandant beim Jägerbataillon 25 in Klagenfurt am Wörthersee eingesetzt.
1979 bis 1982 besuchte Gunther Spath den 9. Generalstabskurs an der Landesverteidigungsakademie in Wien. Er war dann Leiter der Generalstabsabteilung 3, zuständig für Ausbildung, Organisation und Einsatzvorbereitung beim Militärkommando Kärnten und ab 1987 Chef des Stabes und stellvertretender Militärkommandant im Militärkommando Kärnten.
Vom Mai 1988 bis Oktober 1988 war er für kurze Zeit als Oberstleutnant des Generalstabsdienstes Kommandant des Jägerbataillons 25.
Beim Einsatz wegen der kriegerischen Ereignisse im ehemaligen Jugoslawien war er 1991 Leiter des Einsatzstabes in Kärnten. Von 1997 bis 1999 fungierte Spath als Referatsleiter für umfassende Landesverteidigung, zivil-militärische Zusammenarbeit und Kulturgüterschutz in der Führungsabteilung des Bundesministeriums für Landesverteidigung. Danach zeichnete als Leiter der Generalstabsabteilung 3 beim 2002 aufgelösten Korpskommando I in Graz verantwortlich für Ausbildung, Einsatzvorbereitung, Organisation und internationale Angelegenheiten (unter anderem Aufstellung des Kosovo-Kontingentes) für die Truppen des Bundesheeres in Niederösterreich, Burgenland, Steiermark und Kärnten.
Von 2002 bis 2006 war er erneut Chef des Stabes und stellvertretender Militärkommandant von Kärnten, bis er am 1. Dezember 2006 Militärkommandant von Kärnten wurde. Er löste damit Generalmajor Gerd Ebner ab.
Der Offizier ging 2012 in Pension und wurde am 1. August 2012 in der Funktion des Militärkommandanten von Kärnten von Brigadier Walter Gitschthaler abgelöst.

## Privates
Gunther Spath ist verheiratet und Vater von drei erwachsenen Kindern. Er ist Verfasser von Artikeln zu sicherheitspolitischen und gesellschaftspolitischen Themen sowie Autor von Gedichten zu unterschiedliche Themen. Die schriftstellerische Tätigkeit seit dem 16. Lebensjahr erfolgte 40 Jahre im Stillen, ab 2008 erschienen in rascher Folge vierzehn Bücher (siehe Werke). Er ist auch Obmann bzw. Präsident mehrerer Vereine. Als Ausdauersportler hat er unter anderem 15 Marathonläufe, 3 Ironman-Triathlons und einen Ultralauf absolviert.
2014 gewann er beim Literaturwettbewerb des Kärntner Bildungswerkes mit einer Kurzgeschichte zum Thema "Eile mit Weile" den 3. Preis. 2018 erhielt er den Gurktaler Literaturpreis in der Sparte "Darbietung" für die beste Präsentation eigener Werke. 2020 wurde er mit dem Ehrenkrug der Dichtersteingemeinschaft Zammelsberg ausgezeichnet.

## Werke

### Gedichtbände
- Von der Gedanken Trost und Kraft (Hermagoras, 2008)
- Ein Schwan für jede Jahreszeit (Hermagoras, 2009)
- Nach Dienstschluss (Hermagoras, 2010)
- Gedanken ohne Maulkorb (Hermagoras, 2011)
- Nicht für die Katz'! (Hermagoras 2013)
- DU - Liebesgedichte (Memoirenverlag 2014)
- Unterwegs-Nachgedacht-Rausgesagt (Memoirenverlag 2015)
- Verschaukelt - Lyrische Pfeile (Memoirenverlag 2016)
- Reflexionen - Lyrik über Glauben, Leben, Liebe und Lachen (Memoirenverlag 2018)
- 2020 - Daheim, lyrische Mixtur aus einem seltsamen Jahr (Memoirenverlag 2021)

### Prosa
- Briefe aus dem Exil (Satirische Betrachtungen über das Leben in Wien als "Zugereister") (Hermagoras, 2008, Neuauflage Memoiren-Verlag 2014)
- Sommernachtsbretter (heiterer Roman um eine Festspielaufführung des "Sommernachtstraumes") (Memoiren-Verlag, 2014)
- Denglish.Smartkrank.Werbedummie und weitere Beiträge zur abnehmenden Intelligenz (Satiren über die allmähliche Verblödung) (Memoiren-Verlag, 2019)
- Wirklich? Von Selfietod bis Esoschmarrn (Geschichten zur abnehmenden Intelligenz in der Fortschreibung von „Denglish.Smartkrank.Werbedummie“) (Memoiren-Verlag, 2020)
- Kauderwelsch und Klimafrust (über die abnehmende Intelligenz der Menschheit, der dritte Streich) (Memoiren-Verlag, 2023)
- Die Träume des Adalbert Zeitlos (Kurzgeschichten) (story.one, 2024)
- Flexen, FLINTA, Fake und Co. (neue Geschichten über die abnehmende Intelligenz der Menschheit) (story.one, 2025)

### Einzelartikel und Vorträge (Auswahl)
- Aus der Vergangenheit in die Zukunft... Julius Hanak zum 75. Geburtstag
- Islam und wir (aus der Publikation: In einer multireligiösen Gesellschaft miteinander umgehen)
- Religiös leben in einer multikulturellen Gesellschaft
- Sport und Glaube: Persönlicher Zugang
- Bildung-Charakterbildung-Bildnisse
- Martin Luther im Widerstreit der Biographen
- Martin Luther - ein evangelischer Heiliger?
- Sicherheitspolitik zwischen Gesinnungs- und Verantwortungsethik
- Vor hundert Jahren - Kriegsende in Kärnten 1918
- Vor hundert Jahren - Die Strategien der Konfliktparteien im Kärntner Abwehrkampf
- Österreich und Italien 1918-20 - von Feinden zu (fast) Verbündeten
- Glaube und Wissenschaft - Gegensatz, Konkurrenz, Gemeinsamkeit?

## Auszeichnungen und Ehrenzeichen (Auswahl)
- 2003: Großes Ehrenzeichen für Verdienste um die Republik Österreich[1]
- 2011: Großes Goldenes Ehrenzeichen des Landes Kärnten